# Sarcee

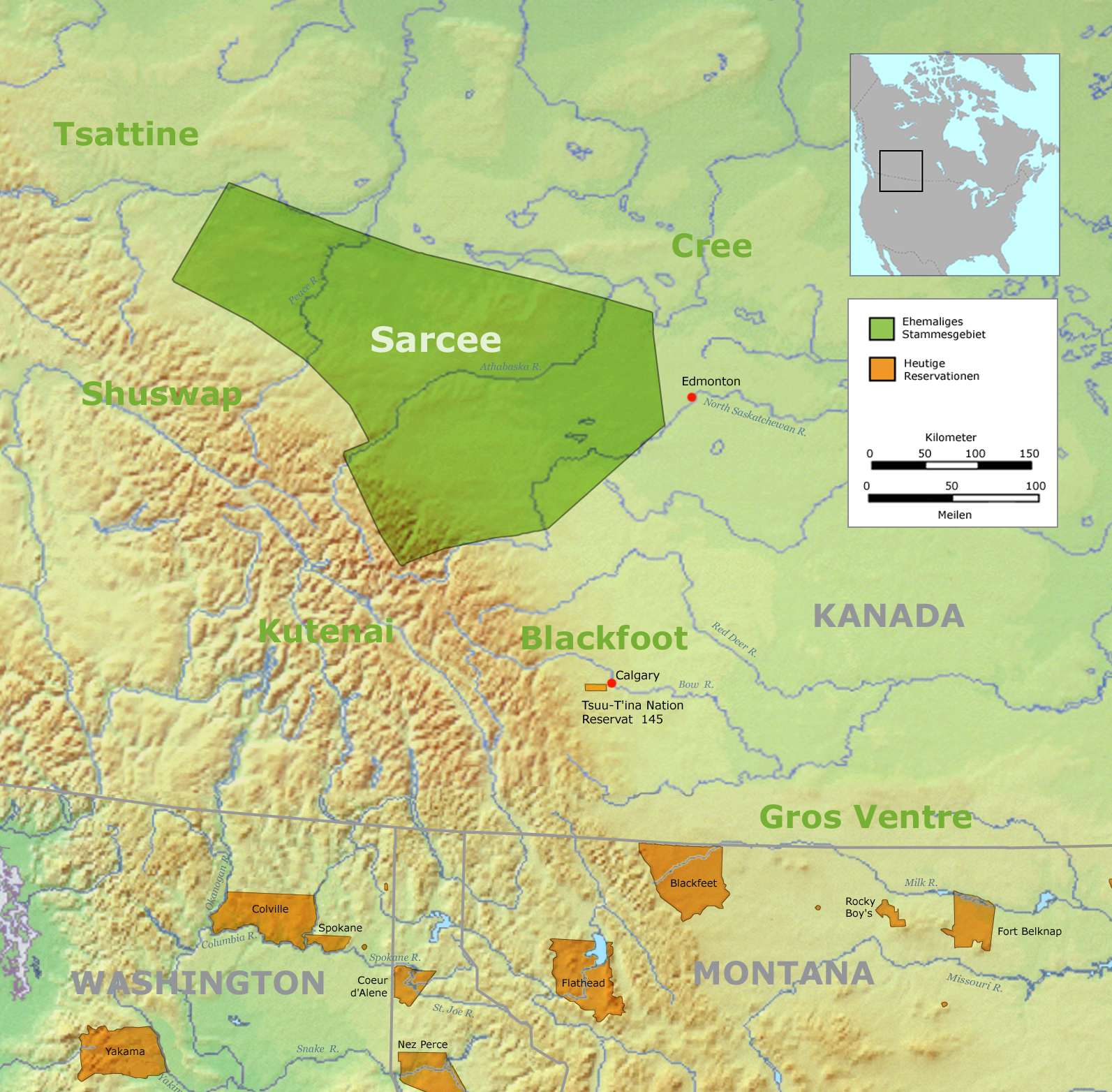
Ehemaliges Stammesgebiet der Sarcee und heutiges Reservat in Alberta, Kanada

Die heute offiziell als Tsuu T'ina oder Tsu T'ina (engl. Aussprache: „Soot-tenna“) bezeichnete indianische First Nation im heutigen Alberta in Kanada gehört wie die sprachlich eng verwandten benachbarten Daneẕaa (Dunneza) und Sekani (Tsek’ene) sowie die Chipewyan (Denésoliné) zu den Nördlichen Athabasken.
Als nomadische Bisonjäger zählten sie kulturell zu den Plains-Stämmen und beherrschten als Teil der mächtigen Blackfoot-Konföderation große Gebiete der Nördlichen Plains im Süden der kanadischen Prärieprovinzen Manitoba, Saskatchewan und Alberta sowie im Norden Montanas in den USA. Historisch waren sie meist Feinde der „Cree-Assiniboine-Konföderation“ („Iron Confederacy“) (Nehiyaw-Pwat, Plains und Woodland Cree, Assiniboine, Stoney und Plains Ojibwa), der Lakota, Cheyenne und Arapaho sowie ab 1861 sogar der ursprünglich verbündeten Gros Ventre.
In ethnologischen Berichten werden sie heute noch als Sarsi bezeichnet (in älteren Quellen auch als Sarcee), beides lässt sich aus der Blackfoot-Sprache ableiten, da die einst feindlichen Blackfoot die Tsuu T'ina auf Grund deren Wagemutes und Kriegskunst saahsi, sarsi oder Sucseqwan („kühnes, mutiges Volk“ oder „stures, trotziges Volk“) nannten.
In ihrer gleichnamigen Sprache, dem Sarcee (Tsuut'ina), bezeichnen sie sich selber als Tsuu T'ina oder Tsu T'ina, was als „viele Menschen“ oder „Biber-Menschen“ übersetzt wird (so der Stamm der Tsuut'ina). Beides sei korrekt. Das ist sprachlich sehr ähnlich der Eigenbezeichnung der Dane-zaa (Dunneza – „das wahre, prototypische Volk“), die zumeist als Tsattine oder früher Beaver Indians bezeichnet wurden.
Da ihre athapaskische Sprache sich sehr von den meist Sioux – oder Algonkin-sprachigen Stämmen auf den Nördlichen Plains unterschied, wurden die Tsuu T'ina (Sarcee) in der Zeichensprache auf den Plains (sog. Plains Indian Sign Language) durch die Geste für einen Stotterer gekennzeichnet. Die verbündeten Blackfoot nannten sie daher auch schwerfällige Redner oder auch schwer verständliche Redner. Aus der Not heraus wurden die Tsuu T'ina (Sarcee) zweisprachig, wobei sie in ihren Lagern ihre Sprache und mit ihren Verbündeten und Außenstehenden die Sprache der Blackfoot nutzten (Dempsey 2001:629, Jenness 1938:1-3).

## Wohngebiet
Die Tsuu T'ina bewohnten im 18. und 19. Jahrhundert die östlichen Ausläufer der Rocky Mountains, die Parks und Plains im Nordosten von British Columbia und im Nordwesten Albertas. Ihr Gebiet erstreckte sich vom Hay River und vom Peace River im Norden südwärts zwischen dem North Saskatchewan River, Athabasca River, Red Deer River und South Saskatchewan River westlich des heutigen Edmonton (Nasagachoo – „Großes Haus“), Alberta. Oft begleiteten sie ihre Verbündeten, die Blackfoot und Gros Ventre auf deren Streifzügen bis zum Yellowstone River ins nördliche Wyoming in den Vereinigten Staaten. Sie waren die nördlichsten Vertreter der Plains-Kultur und unter den Stämmen auf den Nordwestlichen Plains galten sie allgemein als die tapfersten und kriegerischsten.

## Geschichte
Vermutlich trennten sich die Tsuu T'ina von ihren nördlichen Verwandten, den Dane-zaa, und zogen am Ende des 17. Jahrhunderts südwärts in ihre neuen Stammesgebiete, die damals Teil der traditionellen Gebiete der Siksika (Blackfoot), Kainai (Blood) und Piegan (Peigan) (abgeleitet von Piikani) waren. Die Tsuu T'ina verbündeten sich mit den drei südlich lebenden Blackfoot-Stämmen und bildeten zusammen mit den noch weiter südöstlich lebenden Gros Ventre (Ahahnelin) die Blackfoot-Konföderation. Die Tsuu T'ina übernahmen wesentliche Merkmale der drei Blackfoot-Stämme, wie ähnliche kriegerische Vereinigungen und die Sonnentanz-Zeremonie. Tabak war die einzige Feldfrucht und wurde zeremoniell angebaut.
Sie waren ständig im Krieg mit Stämmen außerhalb ihres Stammesgebietes und unterhielten zu den Woodland Cree im Nordosten und den Plains Cree östlich von ihnen (sowie deren Verbündeten, den Stoney, Woodland Assiniboine (oft Nördliche Assiniboine) und Plains Ojibwa) ein angespanntes Verhältnis, das oft zwischen Krieg und Frieden wechselte. Um Pferde zu erbeuten, unternahmen die Tsuu T'ina lange Streifzüge zu den Absarokee, Kutenai, Flathead, Nördlichen und Östlichen Shoshone und Plains Assiniboine (oft Südliche Assiniboine). Freundschaftliche Beziehungen pflegten sie zu ihren athapaskischen Verwandten im Nordosten, den Chipewyan-Gruppen, aber nicht zu den ebenfalls athapaskisch-sprachigen Sekani.
Die Tsuu T'ina organisierten sich in mehrere Bands (englisch „Stammesgruppen“), die jede aus mehreren Familien bestand, die zusammen jagten und jeweils unter Führung eines Häuptlings lebten (bei den Vertragsverhandlungen zum Numbered Treaty (Vertrag 7) wurden die Tsuu T'ina Bands meist nach ihren damaligen Häuptlingen benannt):
- Bloods oder Klowanga (Treaty 7-Name: Big Plumes bzw. Big Plume's band; bestanden aus Tsuu T'ina und Kainai (Blood), daher auch ihr Name)
- Broad Grass oder Tents Cut Down (Treaty 7-Name: Crow Childs bzw. Crow Child's band; bestanden zumeist aus Woodland Cree und Tsuu T'ina, ihr Name bezeugt ihre Abstammung von Woodland Cree aus dem Norden, wo das Gras dick und lang ist)
- People Who Hold Aloof („Volk das sich fern (von anderen) hält“, Treaty 7-Name: Crow Chiefs bzw. Crow-Chief's band; bestanden fast nur aus Tsuu T'ina, daher ihr Name)
- Uterus („Gebärmutter“, Treaty 7-Name: Old Sarcees bzw. Old Sarcee's band; bestanden aus Siksika und Tsuu T'ina)
- Young Buffalo Robe oder Those Who Keep Together (Treaty 7-Name: Many Horses bzw. Many Horses' band)

Die einzelnen Familien der Bands kamen im Sommer auf den Nördlichen Plains zur Bisonjagd zusammen, sammelten Beeren und Wurzeln und führten gemeinsam Zeremonien und Tänze durch. Während des Rest des Jahres teilten sich die Bands wieder in die einzelnen Familienclans auf, die als kleine Jagdtrupps auf eigene Faust unterwegs in den Wäldern waren. Der Bison stellte die Hauptnahrungsquelle dar und wurde oft von mehreren Bands zusammen gejagt.
Im Vertrag 7 von 1877 traten die Tsuu T'ina gemeinsam mit den Blackfoot und Stoney ihre Jagdgründe an die Regierung Kanadas ab und zogen 1880 in ein Reservat.

## Demographie
Die Bevölkerung der Tsuu T'ina schwankte erheblich in den letzten zwei Jahrhunderten, da die Pocken, Scharlach und andere Seuchen die Nördlichen Plains in regelmäßig wiederkehrenden Abständen, beginnend mit der ersten Epidemie in den 1730er Jahren, heimsuchten. Im Jahr 1810 hatten sie sich von der Pockenepidemie von 1781 wieder erholt und bewohnten schätzungsweise 90 Tipis (ca. 420 Personen). 1832 wiederum hatte sich ihre Bevölkerung mehr als verdoppelt, wahrscheinlich erreichten sie damals annähernd ihre Zahl vor der Epidemie des Jahres 1730. Durch die Pocken verloren die Tsuu T'ina 1835 mehr als die Hälfte ihrer Bevölkerung. Zuletzt schlugen die Pocken 1869 zu. Im Jahr 1871 wurde ihre Bevölkerung auf 408 Personen geschätzt.
Bei der Volkszählung von 2001 wurden 1.982 Stammesmitglieder gezählt, heute zählen zur Tsuu T'ina First Nation wieder 2.065 Stammesmitglieder (Stand: 06/2013).

## Heutige Situation
Heute leben sie als Tsuu T'ina First Nation im Reservat Tsuu T'ina Nation 145, das am südwestlichen Stadtrand von Calgary (in Sarcee kootsisáw und in Blackfoot moh-kíns-tsis genannt, was beides „Ellbogen“ bedeutet) liegt und 283,14 km² groß ist.
Die Nähe des Reservats zur Stadt Calgary führte verschiedentlich zu Konflikten. So konnte 2005 die zunächst als 4-6-spurige Schnellstraße geplante Umgehungsstraße Southwest Calgary Ring Road (allgemein Sarcee Trail Extension genannt), die durch das Reservat geführt hätte, nicht gebaut werden. Als Pläne zudem bekannt wurden, dass dies nur die erste Phase des Ausbaus sei und es möglich sei diese bis auf 16 Fahrbahnen zu erweitern (die Bauarbeiten sollten hierfür bis 2035 abgeschlossen sein) votierten nach langen Verhandlungen mit der Stadt Calgary die Tsuu T'ina am 30. Juni 2009 gegen den Bau der Umgehungsstraße. Obwohl die Tsuu T'ina sich 2011 bereit erklärten, nochmals Verhandlungen anzustreben zeigten sich die Provinz Alberta sowie die Stadt nicht daran interessiert. Inzwischen wurde ein Teilabschnitt innerhalb der Stadtgrenze von Calgary einer Alternativroute im September 2010 eröffnet.
Durch die schwierigen Verhandlungen wegen der Umgehungsstraße (seit den 1990er) durften die Tsuu T'ina ihr geplantes Kasino zunächst nicht errichten, weil Calgary eine Zunahme des Verkehrs befürchtete. Das Grey Eagle Casino & Bingo eröffnete im Jahr 2007 dann doch erfolgreich und war für die Tsuu T'ina ein großer Segen: es schaffte Arbeitsplätze und ermöglichte die Finanzierung der Stipendien für alle ihre Kinder sowie die Errichtung von 285 schönen Blockhäusern sowie den Neubau und Unterhalt von Straßen.
Heute lebt der Großteil der Tsuu T'ina – ca. 1.500 Stammesmitglieder – im Reservat, der Rest außerhalb des Reservats sowie ca. 110 Tsuu T'ina in Reservaten anderer First Nations. Im Reservat gibt es zwei Schulen, die Anglikanische Kirche von Kanada sowie die Römisch-katholische Kirche, eine eigene Feuerwehr, ein Sportkomplex, Krankenstation, eine Kindertagesstätte sowie das Tsuu T'ina Culture Museum. Die operativen Kosten für Dienstleistungen im Reservat werden von der kanadischen Regierung (13 Millionen CAD/Jahr) und von der Tsuu T'ina Nation (27 Millionen CAD/Jahr) bezahlt. Zudem gehört der First Nation das kleine Städtchen namens Townsite of Redwood Meadows, ca. 25 km westlich von Calgary, das von der Tsuu T'ina Nation rund um einen 18-Loch-Golfplatz in einem Fichtenwald entlang des Elbow River angelegt worden ist und ca. 1.150 Einwohner zählt, von denen jedoch nicht alle Stammesmitglieder sind.

## Sprache
Ihre Sprache, das Sarcee (Tsuut'ina) bzw. Tsuut'ina Gunaha („Tsuut'ina-Sprache“) bildet die eigenständige „Sarsi-Untergruppe“ der heute 31 Nördlichen Athapaskischen (Athabaskischen) Sprachen, zählt zu den bedrohten Sprachen und gilt unter diesen als „moribund“ (ein Überleben der Sprache gilt als äußerst unwahrscheinlich,) da es aktuell (2016 Canadian Census) nur von ca. 150 Stammesmitgliedern beherrscht wird – darunter gerade mal 80 Muttersprachler, jedoch bemüht sich das stammeseigene Tsuu T'ina Gunaha Institute in Partnerschaft mit der University of Calgary seit 2011 durch die Ausbildung von 11 Lehrern der bedrohten Sprache – alle Angehörige der Tsuu T'ina First Nation –, damit diese das Tsuut'ina im Lehrplan integrieren und somit an die nächste Generation weitergeben können.